# Перес, Крис
Кристофер Гилберт Перес (род. 14 августа 1969 года) — американский гитарист и автор песен, известный как ведущий гитарист в группе певицы Селены. 2 апреля 1992 года состоялась свадьба Криса и Селены. Перес вырос в Сан-Антонио, Техас в семье Гилберта Переса и Кармен Медины. В 1986 году он присоединился к группе Шелли Ларе. В конце 1980-х Перес был хорошо известен среди музыкантов стиля Техано. В это же время Абрахам Кинтанилья подыскивал гитариста для группы Селены. Через некоторое время после того, как Перес присоединился к группе, у них с Селеной завязались романтические отношения.
Отец Селены, Абрахам Кинтанилья, заставил их прекратить отношения поскольку считал, что репутация Переса повредит карьере его дочери. Пара проигнорировала угрозы Абрахама распустить группу и продолжила отношения. Кинтанилья уволил Переса из группы и запретил Селене уйти за ним. Пара сбежала и после этого Кинтанилья одобрил их отношения.
31 марта 1995 года Селена была убита своей подругой и менеджером ее бутиков, Иоландой Сальдивар. Убийство Селены сильно потрясло Переса, в результате чего он начал употреблять наркотики и алкоголь. После смерти Селены Перес поддерживает связь с ее семьей по сей день.
В 1998 году Перес познакомился с Ванессой Вилльянуэва и у них завязались отношения. В том же году он сформировал группу Криса Переса и начал писать сольный альбом. Группа подписала контракт с лейблом Hollywood Records и записали альбом Resurrection . Альбом получил премию Грэмми. В 2002 году группа распалась. В 2012 году Перес написал книгу об отношениях с певицей Селеной под названием «Селене, с любовью». Она получила положительные отзывы критиков и поклонников.

## Юность
Крис Перес родился 14 августа 1969 года в Сан-Антонио, Техас в семье программиста Гилберта Переса и Кармен Медины. Перес имеет
мексиканское происхождение. В 1974 году родители Переса развелись когда ему было четыре года. В 1978 году его мать повторно вышла замуж.
Во время учебы в средней школе Перес научился играть на Валторне и присоединился к школьной музыкальной группе под руководством матери. Позже Перес стал учиться играть на электрогитаре, несмотря на неодобрение матери.
Любимыми музыкантами Переса были Van Halen, Mötley Crüe, Def Leppard,, Kiss и другие. Он так же вдохновляется музыкой Карлоса Сантаны.

## Карьера

### 1989—1995: Селена и проблемы с законом
В 1989 году Роджер Гарсиа, гитарист группы Селены, женился и покинул шоу-бизнес. Бассист группы, А. Кинтанилья III, слышал положительные отзывы о Переса от других исполнителей Техано. Позже он и другие участники группы отправились на репетицию Переса. Кинтанилья пригласил Переса выступить в группе с Селеной на одном из концертов и предложил присоединиться к ним. Перес согласился.
Крис прослушивался менеджером группы, отцом А. Кинтанилья III, А. Кинтанилья, которому не понравился рокерский стиль Переса, и впоследствии он настоял на том, чтобы Перес сменил внешний вид. Отец Селены боялся, что вид Переса разрушит идеальную репутацию Селены. А. Кинтанилья III убедил отца взять Переса в группу. Позднее они стали лучшими друзьями и вместе писали песни для Селены.
В начале 1990-х Перес был арестован за вождение в нетрезвом виде, но был освобожден. Несколько месяцев спустя Перес был вовлечен в инцидент с разгромом гостиничного номера. Он и двое участников группы Селены подрались, сломали дверь и пробили стены гостиничного номера в состоянии алкогольного опьянения. А. Кинтанилья уволил всех, кроме Криса, он принял его извинения и позволил вернуться в группу. Селена была готова прекратить отношения с Пересом, но позднее простила его.

### Отношения с Селеной
В 1989 году Крис и A.B. написали джингл для рекламы Кока-кола. После того, как компания одобрила стихи и сняла рекламу, Aбрахам устроил для группы отпуск в Акапулько, Мексика. Во время поездки Крис осознал, что его тянет к Селене, не смотря на то, что у него была девушка в Сан-Антонио. Перес решил, что будет лучше отдалиться от Селены, но это оказалось невозможным и они стали встречаться. Они признались друг другу в чувствах в ресторане Пицца Хат и с того момента стали парой. Они скрывали свои отношения от отца Селены в страхе, что тот запретит им встречаться. Это держало певицу в постоянном стрессе.
Сюзетт сообщила об их отношениях Абрахаму, который выгнал Переса из автобуса и выгнал из группы. Пара продолжила тайно встречаться. Селена надеялась, что ее мать,Марселла, одобрит их отношения, пока однажды Абрахам не обнаружил их вместе в автобусе. Он закричал, что их отношения закончились, и Селена кричала на него в ответ. Крис попытался успокоить их обоих, но вступил в спор после того, как Абрахам оскорбил его, назвав «раком в моей семье». В конце концов Абрахам пригрозил распустить группу, если они не расстанутся. Испугавшись, Селена и Крис замолчали. Абрахам уволил Переса из группы и помешал Селене сбежать с ним, оставив ее крайне опустошенной и убитой горем.
После того, как Переса уволили из группы, он вернулся к своему отцу и начал играть музыку везде, где только мог. Он писал, что «освободившись от этой изматывающей ситуации с ее отцом и другими членами группы, он снова начал наслаждаться жизнью». Селена, однако, страдала от их разлуки, и они оба старались поддерживать связь, пока она гастролировала. Утром 2 апреля 1992 года Селена постучала в дверь его гостиничного номера. Она с трудом протиснулась внутрь и заплакала, сказав, что не может жить дальше без него. Селена хотела выйти замуж в тот же день, но Крис утверждал, что в данный момент это не совсем правильно. Селена настаивала, что ее отец никогда не примет их отношения и не будет присутствовать на свадьбе, которую они запланировали. Крис согласился, и они сбежали в Нуэсес, штат Техас.
Селена была уверена, что отец оставит их в покое, если они поженятся, и смогут открыто быть вместе. Они планировали сохранить тайну побега до тех пор, пока Селена не найдет подходящий момент, чтобы рассказать про брак, но пресса объявила об их побеге по радио в течение нескольких часов после церемонии бракосочетания. Семья Селены пыталась разыскать ее. Абрахам плохо воспринял эту новость и на какое-то время отдалился от нее.  Селена и Перес переехали в квартиру в Корпус-Кристи. Пока Абрахам не подошел к ним, не извинился, не согласился на брак и не вернулся в группу.
После свадьбы Крис стал полноправным членом семьи Кинтанилья, и Абрахам-старший попросил Криса написать песни для рок-группы, которой он руководил, после того как открыл студию звукозаписи Q-Productions в конце 1993 года.

### 1995—1998: После Селены, второй брак, отцовство
Весной 1995 года тесть Криса, Абрахам, узнал, что Иоланда Сальдивар, которая управляла бутиками и фан-клубом Селены, присваивала себе чужие деньги. Они провели встречу в начале марта, на которой Сальдивар отрицала, что имеет какое-либо отношение к финансовым расхождениям в чеках, которые были написаны на ее имя. Селена пыталась не портить отношения с Сальдивар, несмотря на предостережения отца. 30 марта 1995 года Селена и Крис встретились с Сальдивар в отеле, чтобы вернуть недостающие финансовые документы для налогообложения. Когда Селена вернулась домой, она обнаружила, что Сальдивар вручила ей неверные документы. Она позвонила ей и Иоланда убедила ее вернуться в отель в одиночестве. Крис настаивал, что уже слишком поздно, и он не хотел, чтобы Селена ехала ночью одна. Селена согласилась встретиться с Сальдивар на следующее утро.
31 марта Селена проснулась рано утром, чтобы встретиться с Сальдивар в отеле, где она остановилась. Они встретились и Иоланда стала рассказывать о том, что ее изнасиловали в Мексике. Селена отвезла Салдивар в местную больницу, где врачи не нашли никаких следов изнасилования. Когда они вернулись в номер отеля, Селена прекратила их дружеские и рабочие отношения. Когда она повернулась, чтобы уйти, Сальдивар полезла в сумочку и вытащила оттуда «Таурус» 85-й модели. Она направила на Селену Револьвер 38-го калибра и нажала на спусковой крючок. Пуля вошла в правую лопатку Селены сзади, пробив главную артерию, идущую от сердца и выходящую чуть ниже правой ключицы. Селена вбежала в вестибюль отеля и упала на пол. Когда служащие отеля собрались вокруг Селены и спросили кто в нее выстрелил, она назвала имя Сальдивар и номер комнаты. Селену повезли в ближайшую больницу, где врачи оказались бессильны что-либо сделать. Через час ее объявили мертвой.
Крис не мог ни спать, ни есть в течение двух дней после убийства своей жены. В своей книге он пишет, что в период бессонницы он начинал злоупотреблять алкоголем и другими наркотиками. Члены семьи заметили, что он быстро теряет вес. Крис чувствовал себя виноватым в том, что не защитил Селену от Сальдивар.
В 1996 году он переехал из своего дома в Корпус-Кристи и вернулся к своему отцу в Сан-Антонио. Джон Гарза познакомил его с Венессой Вилльянуэвой, и в 1998 году они стали парой. В 2001 году Крис женился на Вилльянуэве, и у них родилось двое детей, мальчик и девочка.
Хотя ходили слухи, что Вилльянуэва не хочет разводиться, пара в конце концов решила, что их отношения сошли на нет. В 2008 году они подали на развод. Даже будучи во втором браке, Перес продолжал поддерживать связь с Кинтанилья после смерти Селены.

### 1999—2009: Группа Криса Переса и другие проекты
Друг Криса, Джон Гарза, переехал к нему через полгода после смерти Селены. Они начали писать музыку, благодаря которой Перес мог отвлечься от горя. В 1998 году он создал рок-группу с Гарзой, бассистом Руди Мартинесом (бывшим членом La Mafia), бывшим клавишником Селены, Джо Охеда и ударником, Джесси Эскивелом. Название группы было выбрано Гарсой, Мартинесом, Охедой и Эскивелем. Сам Крис хотел назвать ее Cinco Souls, но другие участники группы хотели использовать его имя. Группа подписала контракт с Hollywood Records и отправилась в студию A&M Studios (ныне Henson Studios) в Лос-Анджелесе, чтобы начать запись своего дебютного альбома. Крис написал песню «Best I Can», в которой он описывает свои чувства по поводу потери Селены и свою борьбу за продолжение жизни без нее. Песня была написана не для альбома, чтобы слушатели не подумали, что он включил трек по коммерческим соображениям, но Hollywood Records и группа убедили его включить ее в альбом после прослушивания демо.
Песня «Another Day» (о преданности Селене) была включена в альбом. Охеда написал «Solo Tu», романтическую балладу, которую Крис превратил в рок-песню. Альбом «Resurrection» был выпущен 18 мая 1999 года и получил премию Грэмми 2000 года в номинации «Лучший латиноамериканский рок». Звукозаписывающая компания выпустила два рекламных сингла (один английский и один испанский: заглавный трек и балладу «Por Que Tu Fuiste») для радиостанций с намерением обратиться к обеим аудиториям. Газета The Los Angeles Times писала, что альбом был «оптимистичным и танцевальным, тексты песен почти одинаково говорят о потере, гневе, насилии и одиночестве». Группа Криса Переса была вступительным актом для мексиканской группы Mana. В марте 2000 года Крис начал подготовку к своему второму студийному альбому; 16 апреля группа выпустила свой второй и последний альбом, «Una Noche Más», прежде чем распасться. Крис присоединился к группе своего шурина A. B., The Kumbia All-Starz, в 2005 году и покинул ее в 2009 году, чтобы создать свою собственную группу. 7 апреля 2005 года Лос-Динос воссоединился в Selena ¡VIVE! трибьют-концерт.

### 2010 — настоящее время
В начале 2010-х Перес сформировал новую группу (проект Криса Переса) с пуэрто-риканским певцом Анхелем Феррером они выпустили альбом «Todo es Diferente».
В марте 2012 года Крис опубликовал книгу «Селене, с любовью», в которой описал их отношения и борьбу. Он неохотно писал ее, сказав, что поклонники попросили его это сделать. Он не искал одобрения семьи Кинтанилья, чтобы написать книгу не раскрывал проект, опасаясь их реакции. Он подошел к Абрахаму после того, как книга была закончена. Абрахам одобрил ее. В интервью The Hollywood Reporter Крис признался, что эта книга помогла ему «двигаться вперед». Книга получила высокую оценку критиков и поклонников. Книга развеяла слух о том, что Селена была беременна, когда умерла (который появился в сообщениях СМИ).

## Характер и музыкальные предпочтения
По данным Dallas Morning News, Hollywood.com, книгам «Справедливость для Селены», «Они умерли слишком молодыми» и «Селена: Como La Flor», Крис Перес — застенчивый человек. Он был рокером-бунтарем, полной противоположностью детям Абрахама Кинтанильи. В интервью газете The Corpus Christi Caller-Times он признался, что испытывает дискомфорт от того, что является артистом. До выхода своей книги он хранил молчание о своей личной жизни и избегал внимания прессы. Карлос Вальдес, окружной прокурор, который преследовал Иоланду Салдивар, описал Криса «стеснительным, когда он находится в центре внимания». Его неспособность говорить о себе во время интервью также обсуждалась в книге Вальдеса. Вальдес сказал, что музыкальный бизнес не подходит Крису. Вальдес считает его «честным, искренним тем, кому можно доверять и в кого можно верить».
Лейла Кобо из журнала Billboard считала, что его музыкальные стили включают современную музыку кумбии, напоминающую музыку A. B., R&B, рэп и фанк. Чак Тейлор, редактор Billboard, назвал дебютный альбом проекта Chris Pérez «большим количеством классических рок-элементов». Дэвид Казарес из The Sun Sentinel назвал дебютный альбом Переса «средней рок-музыкой».
В 1997 году в биографическом фильме «Селена» Переса сыграл Джон Седа.

## Дискография
| Selena y Los Dinos - Ven Conmigo (1990) - Entre a Mi Mundo (1992) - Selena Live! (1993) - Amor Prohibido (1994) - Dreaming of You (1995) Chris Perez Band - Resurrection (1999) - Una Noche Más (2002) | Kumbia Kings - Duetos (2005) Kumbia All-Starz - Ayer Fue Kumbia Kings, Hoy Es Kumbia All Starz (2006) - Planeta Kumbia (2008) - La Vida De Un Genio (2010) |